# Aleksei Stoliarov
Alexei Stoliarov (Iekaterinburg, 1987) és periodista radiofònic rus, conegut com a Pranker Lexus. Juntament amb Vladímir Kuznetsov, amb qui forma el duet Vovan i Lexus, ha realitzat diverses bromes telefòniques a personatges polítics a nivell internacional.
Així, ha realitzat enregistraments amb persones com Petrò Poroixenko, Recep Erdogan, el senador estatunidenc John McCain, el secretari general de l'OTAN Jens Stoltenberg, Mikhaïl Gorbatxov, Igor Kolomoiskíi, Vitali Klitxkó, Elton John, i moltes altres personalitats del món polític i de l'entreteniment.

## Biografia
Stoliarov és economista i jurista de formació. En 2012, durant la campanya presidencial russa, comença a realitzar bromes telefòniques a personalitats polítiques, revel·lant informació sobre el finançament de l'oposició a Vladímir Putin i de les manifestacions de la Plaça de Bolotnaia. El 2014, juntament amb Vovan, se centren en la crisi d'Ucraïna. Lexus es va fer passar per Pavel Gubarev, deixant al descobert diversos problemes interns d'Ucraïna. El 2015, la fiscal de la República de Crimea Natàlia Poklonskaia, va obrir una investigació per sabotatge en referència alguns dels materials enregistrats pel duo.
El novembre del 2017, Vovan i Lexus es feren passar pel Ministre de Defensa de Letònia, Raimonds Bergmanis, tot fent creure a l'homòloga espanyola, María Dolores de Cospedal, que Carles Puigdemont era realment un espia rus anomenat Cipollino, que el 50% dels turistes russos a Barcelona eren espies del Kremlin i que Rússia planejava crear un escenari com el del Conflicte del Donbass a Catalunya.
El 2022, van realitzar una broma a l'alcalde de la Madrid, José Luis Martínez-Almeida, en què fent-se passar per regidors de Kiev en una videoconferència en anglès, van arrencar-li compromisos com ara deportar el refugiats ucraïnesos al front de guerra o «castigar els bastards russos».